# Ferme de Layat
La ferme de Layat est une ferme située à Boissey en France.

## Localisation
La ferme est située dans le département français de l'Ain, sur la commune de Boissey.

## Historique
L'édifice est classé au titre des monuments historiques en 1936.